# К. Д. Хондурас Прогресо
Хондурас Прогресо (на испански: Club Deportivo Honduras Progreso) e Хондурасски футболен клуб от град Ел Прогресо, състезаващ се в Хондураската футболна лига, най-висшата лига в страната. Домакинските си срещи играят на стадион Умберто Микелети, с капацитет 5500 зрители.

## История
Клубът е основан като Клуб Депортиво Хондурас (на испански: Club Deportivo Honduras) през 1965 година и е един от основателите на Хондураската футболна лига, в която се състезава до 1969 година, когато заемайки последното място отпада във Втора дивизия. А скоро след това изчезва напълно от професионалната карта.
През 2011 година е даден старт на възраждането на отбора. За треньор е избран Хилберто Лионел Мачадо, футболист носил националната фланелка в края на 80-те и началото на 90-те години. Резултатите му са нестабилни и отй е уволнен. През лятото на 2013 за старши треньор е назначен Уилмер Крус, бивш вратар в националния отбор на Хондурас, получил треньорски лиценз година по-рано, който като футболист е двукратен шампион с отбора на „Реал Еспаня (Сан Педро Сула)“. През сезон 2013/14 „Хондурас Прогресо“ печели Апертура и Клаусура в „лига Асенсо“ (Втора дивизия), което му позволява да влезе в Националната лига. Печелейки и двата турнира на втора дивизия в един сезон той се нарежда до „Реал Хувентуд (Санта Барбара)“ и „Некакса (Тегусигалпа)“ правили това.
В Апертура 2014 година отборът става четвърти в редовния сезон, а в първия кръг на плейофите отстъпва на „Реал Сосиедад“ с 0:1 и 4:3 у дома, а Анхел Техеда с 10 отбелязани гола заема второто място в списъка на голмайсторите на първенството. След една година „Хондурас Прогресо“ става шампион на Хондурас под ръководството на старши треньора Ектор Кастейон, „Хондурас Прогресо“ събира най-много точки в редовния сезон. На 1/2 финалите преодолява „Вида (Ла Сейба)“, а на финала среща „Мотагуа“. Двата мача са изключително зрелищни и завършват 3:3 и 1:1. Правилата за гол на чужд терен не важат единствено във финалните срещи и така се стига до дузпи и след 4:1 става за пръв път шампион на Хондурас. В герой се превръща националнияят вратар на Белиз Уудроу Уест. Самият Кастейон става шампион на страната едва 17 годишен с екипа на „Олимпия (Тегусигалпа)“, но се състезава само още 3 години след което заляга над учението и се дипломира като индустриален инженер, завършва и антропология в Мексико. Титлата отваря пътя на Хондурас Прогресо и към мачове в Шампионската лига на КОНКАКАФ, където попада в една група с мексиканския „УНАМ Пумас“ и тринидадския „Ю Кънекшън“. Там „пумите“ събират пълен сбор от точки, докато хондураския отбор остава на второ място и се прибира у дома. В следващите два шампионата отборът дори не попада във финалния плейоф, а в Клаусура-2017 година „Хондурас Прогресо“ се класира за финалите в страната, но там отстъпва на „Мотагуа“ с общ резултат 1:7. Така прогресо се задоволяват само със сребърните медали. Следват загуби още в първия кръг на Шампионската лига на Северна Америка срещу панамския „Чорийо“ и 10-о място в Апертура 2017.

## Успехи
Хондураска футболна лига:
- Шампион на Хондурас (1): Апертура 2015
  -  Вицешампион(1): Клаусура 2016

Копа Пресиденте:
- Носител (1): 2017